# كينيث سكوت (دبلوماسي)
كينيث سكوت (بالإنجليزية: Kenneth Scott)‏ هو دبلوماسي بريطاني، ولد في 23 يناير 1931، وتوفي في 23 فبراير 2018.